# Stereolepis gigas
Stereolepis gigas är en fiskart som beskrevs av Ayres, 1859. Stereolepis gigas ingår i släktet Stereolepis och familjen vrakfiskar. IUCN kategoriserar arten globalt som akut hotad. Inga underarter finns listade i Catalogue of Life.